# Ивана Джеджева
Ивана Радкова Джеджева-Йорданова е българска театрална и филмова актриса.
Ивана Джеджева е родена на 18 юли 1944 г. в град Елхово, но получава своето образование по време на престоя си в Русе. За 50-годишното си присъствие на театрална сцена работи двадесет и три години в бургаския драматичен театър „Адриана Будевска“ и още девет години е актриса в театър „Възраждане“ От 1998 г. изнася поетични спектакли и концерти заедно съпруга си Недялко Йорданов и Хайгашод Агасян. Гастролорат в България, Австрия, Унгария, Словакия, Сърбия, Русия и Великобритания.
Актьорската кариера на Ивана Джеджева започва през 1967 г. в Драматичен театър „Антон Страшимиров“.

## В театъра
| Роля           | Постановка                    | Автор             |
| -------------- | ----------------------------- | ----------------- |
| Гертруда       | Хамлет                        | Уйлям Шекспир     |
| Аркадина       | Чайка                         | Антон Чехов       |
| Флориндо       | Слуга на двама господари      | Карло Голдони     |
| Вера Сергеевна | Енергични хора                | Василий Шукшин    |
| Евгения        | Танго                         | Славомир Мрожек   |
| Шарлота        | Вишнева градина               | Антон Чехов       |
| Гробарката     | Седма заповед: кради по-малко | Дарио Фо          |
| Лесли Кейзуел  | Мишеловката                   | Агата Кристи      |
| Дарина         | Тартюф                        | Жан-Батист Молиер |

## В киното
| Роля           | Постановка          | Година | Автор            |
| -------------- | ------------------- | ------ | ---------------- |
| Слугинята Мара | Кажи ми, Кармен...  | 1979   | Недялко Йорданов |
| Колежка        | Един хубав следобед | 1979   | Любен Лолов      |

## Популярни песни
| Заглавие                  | Изпълнители                                                            |
| ------------------------- | ---------------------------------------------------------------------- |
| Песен за изкуството       | Ивана Джеджева & Недялко Йорданов                                      |
| Да доживеем               | Аглика Бояджиева, Ивана Джеджева, Сава Пиперов & Тодор Щонов           |
| Песен на гладните артисти | Сава Пиперов, Ивана Джеджева, Антоанета Кръстникова & Недялко Йорданов |
| Любов необяснима          | Аглика Бояджиева, Ивана Джеджева, Сава Пиперов & Тодор Щонов           |

## Награди
- Почетен гражданин на Бургас (2019). [4]